# Острів Маккуорі (антарктична станція)
«Острів Маккуорі» (англ. Macquarie Island, названа на честь однойменного острова, де вона побудована) — діюча постійна (цілорічна) науково-дослідна субантарктична станція Австралії, що була створена 1911 року.
Розташована на острові Маккуорі у Південному океані на півдорозі від Австралії до Антарктиди. Станція керується Австралійською антарктичною службою (англ. Australian Antarctic Division (AAD)).

## Історія[1]
Перша станція на острові була побудована 1911 року сером Дуґласом Моусоном (англ. Sir Douglas Mawson). Проводились геомагнетичні спостереження, картування острова, вивчення флори, фауни, метеорології, геології. Експедиція також встановила перший радіозв'язок між Австралією і Антарктидою за допомогою радіорелейної станції.
25 березня 1948 року було засновано станцію «Острів Маккуорі» під керівництвом Австралійських Національних антарктичних науково-дослідних Експедицій (ANARE, англ. Australian National Antarctic Research Expeditions), що працює і досі.

## Споруди станції[2]
Станція побудована на вузькому перешийку у кінці острова і складається із більше тридцяти будівель. В укритті Бездротового пагорба (англ. Wireless Hill) знаходяться спальні, їдальні, медичний блок, склади і будівлі електростанції.
На самому перешийку розташовано більшість наукових будівель: геофізичних, біологічних, фізики верхньої атмосфери, метеорології, а також гараж і центр зв'язку станції. У північній частині перешийку знаходяться 4 житлові будівлі, що поєднані між собою:
1. Донґа Південної Аурори (англ. Southern Aurora Donga, 1958) — найстаріша будівля станції, де є 18 малих кімнат, туалет і душ.
2. Сад Бухти (англ. Garden Cove, 1969) має 8 великих кімнат, туалет, душ, пральню.
3. Будівля Гассельбороу (англ. Hasselborough House): 11 кімнат (2 двомісні, пральня, туалет, душ, кімната для сушіння).
4. Котедж Кампстон (англ. Cumpston's Cottage, 1995–1996) — збірний двоповерховий дерев'яний будинок: 4 кімнати (офіс, кімнати керівника, шеф-кухаря, лікаря).